# Johannes Itten

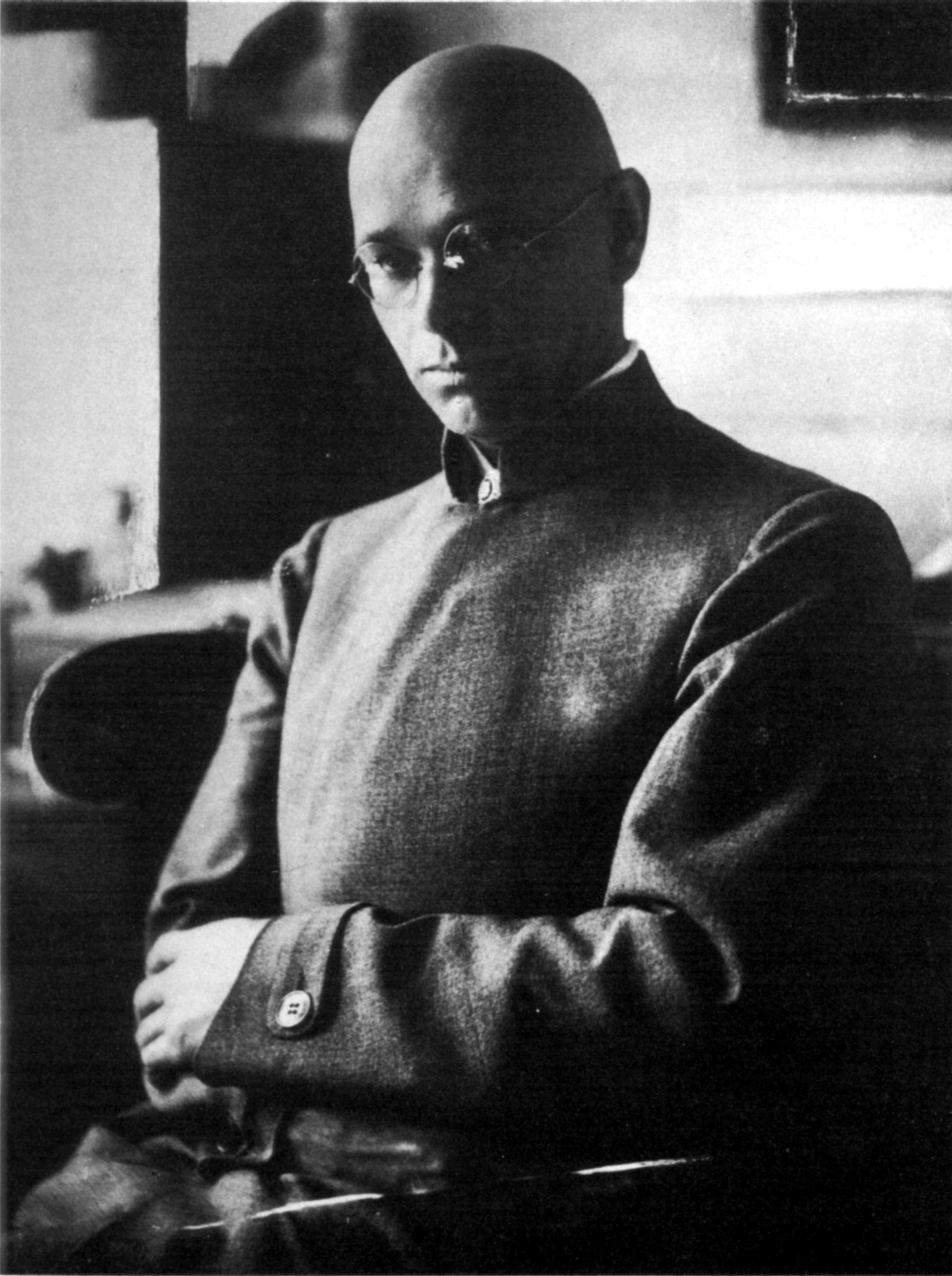
Johannes Itten, a sus 30 años.

Johannes Itten (Wachseldorn, Suiza, 11 de noviembre de 1888 – 25 de marzo de 1967) fue un pintor, diseñador, profesor y escritor suizo.
Formó parte de la escuela Bauhaus y fue profesor de la escuela HfG en Ulm (Alemania).

## Vida y trabajos
Nació en Wachseldorn, cerca de Thun (Suiza). Desde 1904 (a los 16 años de edad) hasta 1908 ejerció como maestro de escuela elemental.
A comienzos de 1908 comenzó a utilizar los métodos desarrollados por Friedrich Froebel y practicó las ideas del psicoanálisis.
Más tarde formó parte de la "École des Beaux-Arts" en Ginebra, pero al poco tiempo regresó a 
Berna después de una serie de desavenencias con los profesores.
- 1910 a 1912: estudia Matemáticas en Berna.
- 1913: estudia Arte en la Universidad de Stuttgart.
- 1916 primera exhibición en solitario en Der Sturm.
- 1916 crea su propia escuela de arte en Viena (Austria).
- 1919 a 1923 maestro de la Bauhaus en los talleres de metal, pintura mural y cristal.

Fue discípulo de Eugène Gilliard, un pintor abstracto. Durante 1919-1922, Itten dio clases en la Bauhaus, desarrollando el innovador curso preliminar, cuyo fin era enseñar a los estudiantes los fundamentos y características de los materiales, la composición y el color. En esta época publicó el libro: The Art of Color, que describe estas ideas siguiendo los pasos de Adolf Hölzel, 
La colour wheel (‘rueda del color’) o esfera de color de Itten incluía 12 colores.
Itten era seguidor de la mazdaznan, una secta estadounidense derivada del zoroastrismo. Seguía una dieta vegetariana muy estricta y practicaba meditación como medio para alcanzar su equilibrio interior, que según él era la principal fuente de inspiración artística. El misticismo y la personalidad de Itten influyeron profundamente en algunos estudiantes, alejándolos de otros maestros de la Bauhaus, sobre todo de Walter Gropius y László Moholy-Nagy, quienes orientaron la escuela hacia la producción masiva, lejos de la expresión artística individual. Por todo ello Itten tomó la decisión de dejar la Escuela en su primera etapa en Weimar.

## Libros
- Analysen alter Meister. En: Bruno Maria Adler (ed.): Utopia. Dokumente der Wirklichkeit. Utopia, Weimar 1921.
- Kunst der Farbe. Otto Maier. Ravensburg 1961.
- Mein Vorkurs am Bauhaus, Gestaltungs- und Formenlehre. Otto Maier, Ravensburg 1963
- Elemente der Bildenden Kunst. Studienausgabe des Tagebuchs. E. A. Seemann, Leipzig 2002, ISBN 3-363-00777-9.
- Bildanalysen. Otto Maier, Ravensburg 1988 (en francés: L’étude des oeuvres d’art. De l’art antique à l’art moderne. Paris 1990.